# Дебрецен (аэропорт)
Международный аэропорт Дебрецена (венг. Debreceni nemzetközi repülőtér) (ИАТА: DEB, ИКАО: LHDC) — один из пяти международных аэропортов Венгрии, расположен в 5 км к юго-западу от Дебрецена, второго по величине города Венгрии.
Аэропорт связан с центром города и железнодорожным вокзалом Дебрецена шаттл-автобусами. Ранее аэропорт имел собственную железнодорожную станцию (ныне закрыта).

## История
Аэродром был построен в 30-х годах XX века для военных целей. Во время Второй мировой войны на аэродроме базировалась боевая авиация Люфтваффе. В период с 1946 по 1968 годы аэродром Дебрецен функционировал также как запасной аэродром для аэропорта Будапешта. После окончания войны вплоть до 1991 года на аэродроме базировалась авиация ВВС СССР:
- управление и штаб 1-й гвардейской бомбардировочной авиационной дивизии в период с января 1952 года по июль 1953 года[2];
- 654-й гвардейский бомбардировочный авиационный Ченстоховский Краснознаменный ордена Богдана Хмельницкого полк[2];
- управление и штаб 8-й гвардейской бомбардировочной авиационной дивизии в период с июля 1953 года по август 1960 года[3];
- 674-й гвардейский бомбардировочный авиационный Висленский Краснознаменный полк на Ил-28 в период с июля 1953 года по август 1960 года[3].
- 880-й гвардейский бомбардировочный авиационный Висленский орденов Суворова и Богдана Хмельницкого полк на Ил-28 в период с июля 1953 года по август 1960 года[3];
- 727-й гвардейский бомбардировочный авиационный Черкасский ордена Богдана Хмельницкого полк с августа 1960 года по 10 июля 1987 года на самолетах Ил-28, Як-28 (1969—1982), Су-24М (02.1982—10.07.1987), выведен на аэродром Кировоград[3].

В мае 1991 года советские войска передали базу венгерскому правительству, в 1994 году был принят план реконструкции аэропорта в гражданских целях. С конца 2001 года выполняются коммерческие рейсы внутри страны, с 2002 года открыт для международных рейсов. В 2004 году сооружён таможенный и пограничный пункт, что завершило преобразование аэропорта в полноценный международный.

## Статистика
| 2000                | 1 883   |            |
| 2001                | 4 435   | 0135.52% ▲ |
| 2002                | 5 922   | 033.52% ▲  |
| 2003                | 6 122   | 03.37% ▲   |
| 2004                | 14 476  | 0136.46% ▲ |
| 2005                | 33 119  | 0128.78% ▲ |
| 2006                | 36 939  | 011.53% ▲  |
| 2007                | 42 900  | 016.13% ▲  |
| 2008                | 42 650  | 0-0.58% ▼  |
| 2009                | 25 060  | 0-41.24% ▼ |
| 2010                | 24 415  | 0-2.57% ▼  |
| 2011                | 19 135  | 0-21.62% ▼ |
| 2012                | 47 746  | 0149.52% ▲ |
| 2013                | 129 231 | 0170.66% ▲ |
| 2014                | 145 709 | 012.75% ▲  |
| 2015                | 172 212 | 018.19% ▲  |
| 2016                | 284 965 | 065.47% ▲  |
| 2017                | 318 184 | 011.01% ▲  |
| 2018                | 381 391 | 019.87% ▲  |
| 2019                | 601 236 | 046.08% ▲  |
| Source: KSH, OpenPR |         |            |